# Nostr
Nostr — це децентралізований мережевий протокол розроблений у 2020 році для розподіленої системи соціальних мереж. Публікації протоколу Nostr(абревіатура від Notes and Other Stuff Transmitted by Relays) стійкі до цензури та криптографічно підтверджуються. 
Nostr був створений для децентралізованих соціальних мереж. Тобто таких, де жоден цифровий шериф не може повністю заблокувати користувача або позбавити його ідентичності.
Nostr базується на криптографії з відкритим і закритим ключами. Приватний ключ — це ключ, який ви ніколи не повинні нікому передавати. Його використовує ваше програмне забезпечення тільки для підпису ваших повідомлень. З іншого боку, відкритий ключ — це ваш основний ідентифікатор в мережі, заснованій на протоколі Nostr. Його бачить кожен.
Архітектура мережі Nostr складається з реле та клієнтів. Реле Nostr - це сервер зі спеціальним програмним забезпеченням, яке дозволяє йому отримувати та відправляти повідомлення користувачів (пости) клієнтам Nostr. Вся комунікація в протоколі Nostr реалізована за допомогою протоколу Websockets. Окрім криптографічного захисту, суть ідеї Nostr полягає в можливості одночасної публікації своїх повідомлень на декілька ретрансляторів. Це робить протокол стійким до цензури.
Клієнт Nostr — це програмне забезпечення, яке зазвичай працює у веб-браузері, як десктопна-програма, або у вигляді додатка для смартфона, що дозволяє завантажувати та відправляти повідомлення на ретранслятори (один або багато — це залежить виключно від ваших уподобань). Прикладами клієнтів є Astral Ninja або Coracle. Також доступні додатки для смартфонів: Damus для iOS та Amethyst для Android.
Співзасновник Twitter, Джек Дорсі — схвалює та фінансово підтримує розробку Nostr.
Сенатор США Синтія Ламміс, а також творець криптовалюти Ethereum Віталік Бутерін є одними з його перших користувачів.

## Дивитись також
- Mastodon (соціальна мережа)

## Зовнішні посилання
- Офіційний сайт
- nostr на GitHub